# 佐渡が島殺人事件
『佐渡が島殺人事件』（さどがしまさつじんじけん）は、1986年にテレビ朝日系「土曜ワイド劇場」で放送されたテレビドラマ。主演は真行寺君枝。視聴率は18.6%。

## キャスト
- 冴子（カメラマン） - 真行寺君枝
- 森下（エリート商社マン） - あおい輝彦
- 桜田（冴子が佐渡で出会った男） - 綿引勝彦
- 武田久美子、草薙良一、松本ちえこ、神山繁、下元勉、桜町弘子、本郷直樹、新井康弘、江崎和代、新海丈夫、井上倫宏、轟謙司、相原巨典、金野恵子、畠中美貴、田中新一、星野晃、森岡隆見、宇治絵美

## スタッフ
- 原作 - 笹沢左保『仮面の月光』
- 脚本 - 田上雄
- 監督 - 長谷和夫
- 音楽 - 津島利章
- プロデューサー - 井上宏、木村正人、八田榮一、岡本悦治
- 制作 - 朝日放送テレビ、松竹芸能